# NGC 6767
NGC 6767 је двојна звезда у сазвежђу Лира која се налази на NGC листи објеката дубоког неба.
Деклинација објекта је + 37° 43' 34" а ректасцензија 19h 11m 34,0s. Привидна величина (магнитуда) објекта NGC 6767 износи 10,9.